# Burg Heersberg
Die Burg Heersberg ist der Rest einer Höhenburg auf einem Hangsporn am Südosthang des Heersberges bei 853,5 m ü. NHN, oberhalb des Albstädter Stadtteils Lautlingen im Zollernalbkreis in Baden-Württemberg.

## Geschichte
Bei der Burg Heersberg, deren ursprünglicher Name nicht bekannt ist, könnte es sich möglicherweise um die 1362 erwähnte Burg Neuentierberg handeln. Nach Lesefunden, die von Christoph Bizer untersucht wurden, liegt die Zeit der Errichtung der Burg in der ersten Hälfte des 13. Jahrhunderts, ihr Ende kam vermutlich Mitte des 14. Jahrhunderts, eventuell bei einem Angriff, da sich im Fundgut auch ein Schleuderstein mit einem Durchmesser von etwa 30 Zentimeter fand.